# Scalmicauda benga
Scalmicauda benga är en fjärilsart som beskrevs av Holland 1893. Scalmicauda benga ingår i släktet Scalmicauda och familjen tandspinnare. Inga underarter finns listade.